# Cachorrilla
Cachorrilla este un oraș din Spania, situat în provincia Cáceres din comunitatea autonomă Extremadura. Are o populație de 88 de locuitori.